# Clearwater (Floride)
Pour les articles homonymes, voir Clearwater.
Clearwater est une ville de Floride, située dans le comté de Pinellas dont elle est le siège. Lors du recensement de 2010, sa population s’élevait à 107 685 habitants.

## Géographie
Situé entre le golfe du Mexique et la baie de Tampa (Old Tampa Bay), Clearwater qui se trouve au nord de la ville de St. Petersburg, compte selon le bureau du recensement des États-Unis, 107 685 habitants en 2010. Clearwater a une superficie totale de 101,6 km2, dont 66,2 km2 de terre et 35,4 km2 d'eau (34,84 %).

### Climat
| Mois                              | jan. | fév. | mars | avril | mai | juin | jui. | août | sep. | oct. | nov. | déc. | année |
| --------------------------------- | ---- | ---- | ---- | ----- | --- | ---- | ---- | ---- | ---- | ---- | ---- | ---- | ----- |
| Température minimale moyenne (°C) | 10   | 11   | 13   | 16    | 19  | 22   | 23   | 23   | 22   | 18   | 14   | 11   | 16,8  |
| Température maximale moyenne (°C) | 22   | 23   | 25   | 27    | 31  | 32   | 33   | 33   | 32   | 29   | 26   | 23   | 28    |
| Précipitations (mm)               | 81   | 80   | 98   | 50    | 77  | 147  | 180  | 215  | 184  | 84   | 60   | 76   | 1 333 |

| Diagramme climatique                                  |        |        |        |        |         |         |         |         |        |        |        |
| J                                                     | F      | M      | A      | M      | J       | J       | A       | S       | O      | N      | D      |
| 221081                                                | 231180 | 251398 | 271650 | 311977 | 3222147 | 3323180 | 3323215 | 3222184 | 291884 | 261460 | 231176 |
| Moyennes : • Temp. maxi et mini °C • Précipitation mm |        |        |        |        |         |         |         |         |        |        |        |

## Histoire
D'abord appelée Clear Water Harbor, la ville doit son nom à une source d'eau proche du rivage, rendant l'eau claire (clear water en anglais).

## Démographie
| 1900 | 1910  | 1920  | 1930  | 1940   | 1950   |
| ---- | ----- | ----- | ----- | ------ | ------ |
| 383  | 1 171 | 2 427 | 7 607 | 10 136 | 15 581 |

| 1960   | 1970   | 1980   | 1990   | 2000    | 2010    |
| ------ | ------ | ------ | ------ | ------- | ------- |
| 34 653 | 52 074 | 85 170 | 98 669 | 108 787 | 107 685 |

### Langue
Lors du recensement de 2000, 84,43 % déclarait avoir l'anglais comme langue maternelle, 8,55 % l'espagnol, 1,15 % le grec, 1,00 % le français, 0,97 % l'allemand, 0,85 % l'italien et 3,05 % une autre langue.

### Religion
Aujourd'hui, la scientologie constitue la principale source de revenus de la municipalité qui est par ailleurs en faillite, siège de recrutement de l'O.S.A (service de renseignement de la scientologie).[réf. nécessaire]

## Personnalités liées
- Ryan Garton, joueur de baseball, y est né en 1989.
- Tom Cruise y réside[4].
- Julian McMahon y est décédé le 2 juillet 2025.
- Hulk Hogan y est décédé le 24 juillet 2025.

## Église de scientologie
C'est à Clearwater que se trouve le « siège spirituel » de l'église de scientologie, appelé Flag par les fidèles.
La présence du culte dans la ville date de 1975, avec l'achat du Fort Harrison Hotel. Depuis lors, il s'y est largement développé, permettant en 2013 l'inauguration du "Super Power Building", surnommé "Flag Base". L'immense bâtiment (avec 35 000m², c'est le plus grand de la ville) fait office de siège, mais permet aussi la tenue de séminaires internationaux, de cours pour les scientologues, voir d'expériences diverses. Mais leur présence ne se limite pas à cela, puisqu'il a été révélé en 2019 que l'Église de scientologie avait acheté presque tous les bâtiments et terrains du centre-ville.

## Transports

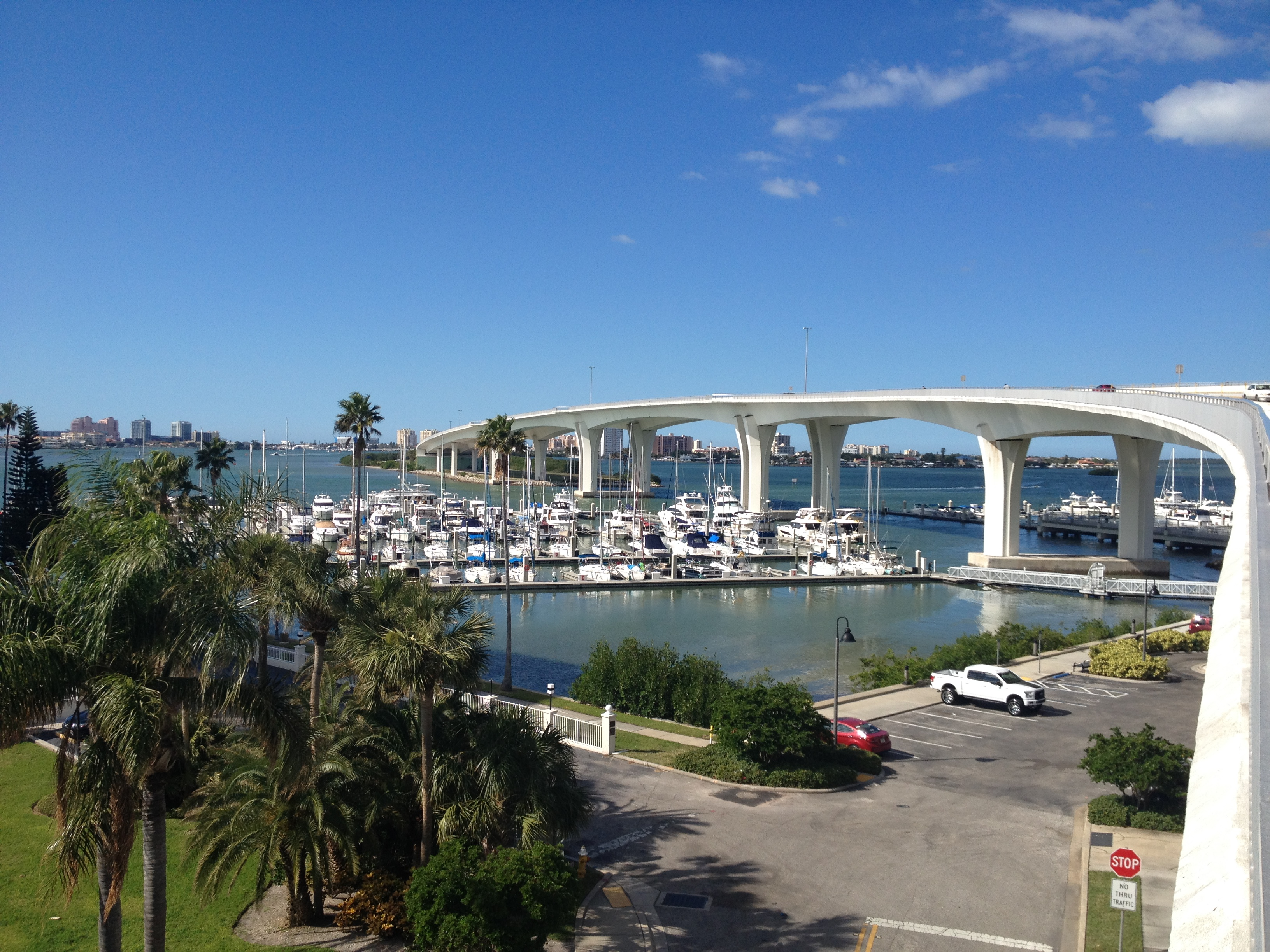
Pont principal de la chaussée Clearwater Memorial Causeway

Clearwater est desservie par l’aéroport Clearwater Air Park, (code AITA : CLW) et par l'aéroport international de St. Petersburg-Clearwater.

## Jumelage
- Nagano (Japon)
- Kalamaria (Grèce)
- Wyong (Australie)